# Heusden Koers 1954
De 8e editie van de Belgische wielerwedstrijd Heusden Koers werd verreden op 10 augustus 1954. De start en finish vonden plaats in Heusden. De winnaar was Lucien Mathys, gevolgd door Guillaume Hendriks en Constant Verschueren.

## Uitslag
| Heusden Koers 1954 |                      |              |         |
| Plaats             | Naam                 | Ploeg        | Tijd    |
| Winnaar            | Lucien Mathys        | Groene Leeuw | 4u12'   |
| 2                  | Guillaume Hendriks   | Bristol      | + 3'10" |
| 3                  | Constant Verschueren | Safe         | + 3'35" |

1929 · 1930-1935 · 1936 · 1937 · 1938 · 1939 · 1952 · 1953 · 1954 · 1955 · 1956 · 1957 · 1958 · 1959 · 1960 · 1961 · 1962 · 1963 · 1964 · 1965 · 1966 · 1967 · 1968 · 1969 · 1970 · 1971 · 1972 · 1973 · 1974 · 1975 · 1976 · 1977 · 1978 · 1979 · 1980 · 1981 · 1982 · 1983 · 1984 · 1985 · 1986 · 1987 · 1988 · 1989 · 1990 · 1991 · 1992 · 1993 · 1994 · 1995 · 1996 · 1997 · 1998 · 1999 · 2000 · 2001 · 2002 · 2003 · 2004 · 2005 · 2006 · 2007 · 2008 · 2009 · 2010 · 2011 · 2012 · 2013 · 2014 · 2015 · 2016 · 2017 · 2018 · 2019 · 2020 · 2021 · 2022 · 2023